# ジョセフ・モナハン
ジョセフ・パトリック・モナハン(英語: Joseph Patrick Monaghan, 1906年3月26日 - 1985年7月4日)は、アメリカ合衆国・モンタナ州出身の政治家、民主党員。1933年から1937年までアメリカ合衆国下院議員(通算2期)を務めた。

## 経歴・人物
1906年3月26日。モナハンはモンタナ州ビュートに生まれた。公立学校を卒業後、1928年にマウントセントチャールズカレッジを卒業した。1929年から1931年までモンタナ州下院議員を務めた。その後、モンタナ大学で法律を専攻し、1931年に弁護士資格を取得してビュートで個人開業した。

## 連邦下院議員
1930年、モナハンは下院議員を目指すべく、モンタナ州第1選挙区の民主党予備選に出馬した。対立候補は現職下院議員のジョン・エヴァンズであり、ミズーラ郡、ルイスアンドクラーク郡など17郡中15郡で敗北したものの、選挙区内で最大人口を有するシルバーボウ郡でダブルスコア近い大勝利を収めた。しかし結果は11,532票とエヴァンズの11,738票にわずか206票及ばなかった。

### 世代交代
1930年代のモンタナ州は経済的な苦境に置かれていた。モンタナ州の主要産業は鉱業と農業である。まず鉱業については、1873年に銀が本位貨幣から外され、1914年の第一次世界大戦の終結以降、世界的な軍縮の機運が高まり、兵器需要が低迷していたため、長い間衰退傾向にあった。さらに農業に関しては、1929年の世界恐慌で商品価格が下落し、1930年から1931年にグレートプレーンズで大干ばつが発生したため、大打撃を受けていた。これら両産業の苦境によってモンタナ州では失業者が増加しており、不況への対処で成果を出せていないハーバート・フーヴァー政権や既存の政治エリートに対する不満が高まっていた。このため、1932年選挙では、今までモンタナ州を支配してきた保守系・鉱業系の重鎮議員が相次いで落選し、民主党系ポピュリストの若手議員が次々に誕生した。
1932年、モナハンは下院議員選挙に立候補し、エヴァンズと再び予備選挙で戦うこととなった。選挙では「失業者には言葉ではなく仕事を」と主張し、エヴァンズを猛烈に批判して支持を広げた。17郡中14郡で敗れたものの、シルバーボウ郡で再び大勝して、20,503票を獲得。19,627票のエヴァンズを破って民主党候補に指名された。
本戦では、第2選挙区の民主党候補ロイ・エアーズとともに、共和党の対立候補をフーヴァー大統領になぞらえた風刺画をばらまき、フーヴァーの人気のなさを利用する選挙活動を行った。また、1932年大統領選挙で民主党候補だったフランクリン・ルーズベルトは農業政策の重視を約束し、ビュートでの演説で銀の再貨幣化に尽力する旨を約束したため、猛烈な支持を得ていた。モナハンは本選挙で、共和党のマーク・D・フィッツジェラルド、アメリカ社会党のJ・P・キャヴァノーフ、農民労働党のチャールズ・スクワイアズを破り、初当選を果たした。就任当時、モナハンの年齢は26歳343日であり、第73議会における最年少の下院議員であったが、第74議会でエルマー・リャン(MN-02)に最年少の座を譲った。
1934年の民主党予備選で3度目となるエヴァンズとの対決を1万票以上の大差で制した。本選では67.8%の票を獲得し、共和党、社会党、共産党の各候補を破った。

### 政界引退
1936年、モナハンは上院議員への鞍替え立候補を表明し、民主党現職のジェームズ・E・マレー上院議員と指名を争った。予備選挙でモナハンはマレーに敗れたため、モナハンは無所属で本選に出馬。しかし、民主党のマレーが121,769票(55.0%)を獲得して当選し、共和党のT.O.ラーセンが60,038票(27.1%)、モナハンは39,655票(18.0%)と大きく水をあけられ、落選した。この選挙以降、政界を離れ、弁護士の活動を再開させた。
1964年、上院議員選挙に民主党から立候補し、上院多数党院内総務のマイク・マンスフィールドに対抗して予備選挙に出馬するも落選した。